# Xylophanes reussi
Xylophanes reussi är en fjärilsart som beskrevs av Adolf G. Closs 1920. Xylophanes reussi ingår i släktet Xylophanes och familjen svärmare. Inga underarter finns listade i Catalogue of Life.